# Aloe berhana
Aloe berhana é uma espécie de liliopsida do gênero Aloe, pertencente à família Asphodelaceae.